# Marathon de Brighton
Le Marathon de Brighton est une course d'une distance classique de 42,195 km dans la ville de Brighton, au Royaume-Uni. Sa première édition a eu lieu en 2010.
Pour son édition 2012, le marathon de Brighton reçoit le « Label de bronze » dans le cadre des IAAF Road Race Label Events. La course voit la victoire du Kényan Peter Some chez les hommes et de la Biélorusse Sviatlana Kouhan chez les femmes, tous deux battant le record de l'épreuve.
En 2013, le Kenya réalise le doublé avec les victoires de Dominic Kangor chez les hommes, et Eunice Kales chez les femmes ; les deux Kényans améliorant le record de l'épreuve.

## Vainqueurs
| Année | Hommes               | Pays     | Temps           |                    | Femmes      | Pays             | Temps |
| 2010  | Ser-od Ba-otochir    | Mongolie | 2 h 19 min 05 s | Jo Bryce           | Royaume-Uni | 3 h 05 min 20 s  |       |
| 2011  | Philemon Kiprop Boit | Kenya    | 2 h 16 min 07 s | Alyson Dixon       | Royaume-Uni | 2 h 34 min 51 s  |       |
| 2012  | Peter Some           | Kenya    | 2 h 12 min 01 s | Sviatlana Kouhan   | Biélorussie | 2 h 29 min 36 s  |       |
| 2013  | Dominic Kangor       | Kenya    | 2 h 10 min 46 s | Eunice Kales       | Kenya       | 2 h 28 min 50 s  |       |
| 2014  | William Chebor       | Kenya    | 2 h 09 min 25 s | Alice Serser Milgo | Kenya       | 2 h 35 min 33 s. |       |
| 2015  | Duncan Maiyo         | Kenya    | 2 h 10 min 15 s | Pennina Wanjiru    | Kenya       | 2 h 34 min 25 s  |       |
| 2016  | Duncan Maiyo         | Kenya    | 2 h 09 min 51 s | Grace Momanyi      | Kenya       | 2 h 34 min 11 s  |       |

 Record de l'épreuve